# (310) Margarita
(310) Margarita ist ein Asteroid des äußeren Hauptgürtels, der am 16. Mai 1891 vom französischen Astronomen Auguste Charlois am Observatoire de Nice entdeckt wurde.
Ein Bezug dieses Namens zu einer Person oder einem Ereignis ist nicht bekannt.

## Wissenschaftliche Auswertung
Aus Ergebnissen der IRAS Minor Planet Survey (IMPS) wurden 1992 Angaben zu Durchmesser und Albedo für zahlreiche Asteroiden abgeleitet, darunter auch (310) Margarita, für die damals Werte von 32,8 km bzw. 0,13 erhalten wurden. Eine Auswertung von Beobachtungen durch das Projekt NEOWISE im nahen Infrarot führte 2011 zu vorläufigen Werten für den Durchmesser und die Albedo im sichtbaren Bereich von 36,2 km bzw. 0,10. Nach neuen Messungen mit NEOWISE wurden die Werte 2014 auf 33,7 km bzw. 0,12 korrigiert. Nach der Reaktivierung von NEOWISE im Jahr 2013 und Registrierung neuer Daten wurden die Werte 2016 angegeben mit 35,6 km bzw. 0,15, diese Angaben beinhalten aber hohe Unsicherheiten.
Photometrische Messungen des Asteroiden fanden erstmals statt vom 9. März bis 31. Mai 2010 am Organ Mesa Observatory in New Mexico und am Kingsgrove Observatory in Australien. An beiden Observatorien erfolgten zunächst voneinander unabhängige Beobachtungen, wobei bereits die ersten Daten auf eine Rotationsperiode des Asteroiden hinwiesen, die bei 12,07 Stunden liegt. Bei Asteroiden mit Rotationsperioden von ungefähr einem halb- oder ganzzahligen Erdtag kann an einem Observatorium oft nur eine unvollständige Lichtkurve aufgenommen werden, da in jeder Nacht immer wieder derselbe Abschnitt der Lichtkurve erfasst wird. Als die beiden Beobachter voneinander erfuhren, waren sie daher sofort dazu bereit, ihre Beobachtungen zu kombinieren, um die gegenseitigen Aufzeichnungslücken zu komplettieren. Die Auswertung der aufgezeichneten Lichtkurven führte zu einer Rotationsperiode von 12,069 h. Eine mögliche Periode von der doppelten Dauer wurde dagegen verworfen.
Eine Auswertung von archivierten Lichtkurven des United States Naval Observatory in Arizona, von LONEOS und der Catalina Sky Survey ermöglichte in einer Untersuchung von 2011 erstmals die Berechnung eines dreidimensionalen Gestaltmodells für zwei alternative Positionen der Rotationsachse mit retrograder Rotation und einer Periode von 12,0710 h.
Zwischen 2012 und 2018 wurden mit der All-Sky Automated Survey for Supernovae (ASAS-SN) auch photometrische Daten von 20.000 Asteroiden aufgezeichnet. Auf mehr als 5000 davon konnte erfolgreich die Methode der konvexen Inversion angewendet werden, darunter auch (310) Margarita, für die in einer Untersuchung von 2021 ein verbessertes dreidimensionales Gestaltmodell für zwei alternative Rotationsachsen mit retrograder Rotation und einer Periode von 12,0708 h berechnet wurde.
Aus archivierten Daten des Asteroid Terrestrial-impact Last Alert System (ATLAS) aus dem Zeitraum 2015 bis 2018 konnte in einer Untersuchung von 2022 mit der Methode der konvexen Inversion eine Rotationsperiode von 12,071 h bestimmt werden. Eine Zusammenarbeit mehrerer Observatorien in Spanien vom 2. Januar bis 5. Februar 2023 führte zur Bestimmung einer Rotationsperiode von 12,068 h.